# Cruciada (povestire)
„Cruciada” (engleză: Crusade) este o povestire științifico-fantastică scrisă de autorul britanic Arthur C. Clarke.  A apărut inițial în 1968. „Cruciada” a fost publicată în colecția de povestiri The Wind from the Sun (1972).
În limba română a fost tradusă de Mihai-Dan Pavelescu  și a apărut în colecția de povestiri Lumina întunericului din 2002 în Colecția Sci-Fi a Editurii Teora.